# Литовський сквер
50°27′12″ пн. ш. 30°31′01″ сх. д. / 50.4532° пн. ш. 30.517° сх. д.
Литовський сквер — сквер у Шевченківському районі Києва. Розташований на Володимирському проїзді, біля Софійської площі. Присвячений 25-річчю дипломатичних відносин між Україною та Литвою. Відкритий 12 грудня 2016; реконструйований у 2020-21 рр. Площа — 0,08 га.

## Відкриття
12 листопада 2016 р. рішенням Київської міської ради сквер у Шевченківському районі за адресою: Володимирський проїзд, 1 отримав назву Литовський.
12 грудня 2016 р. за участю президента Литви Далі Грібаускайте відбулося відкриття Литовського скверу. Сквер було відкрито на честь 25-річчя дипломатичних відносин між Україною та Литвою. У заході також взяли участь віце-прем'єр-міністр з питань європейської та євроатлантичної інтеграції України Іванна Клімпуш-Цинцадзе та представники Київської міської державної адміністрації.
«25 років тому були відновлені литовсько-українські дипломатичні стосунки. Литовці та українці завжди розуміли і допомагали один одному. Сьогодні у складний для України час Литва й надалі надаватиме всіляку допомогу», — сказала Грібаускайте на відкритті. Вона зазначила, що відкритий сквер є символом дружби між країнами.
Віце-прем'єр-міністр з питань європейської та євроатлантичної інтеграції України Іванна Климпуш-Цинцадзе подякувала Грібаускайтє за допомогу Україні в рамках «просування взаємин з Європейським Союзом, НАТО та в наданні безвізового режиму для українців». Вона зауважила: «Нас з Литвою єднає непереборне прагнення жити вільними і незалежними. І це ті підвалини, які поєднують наші два народи. Ми вдячні Литві, що в той час, коли Україна веде свою боротьбу проти російської агресії на сході і веде свою боротьбу всередині країни за демократичні реформи, Литва всіляко допомагає нам».

## Реконструкція

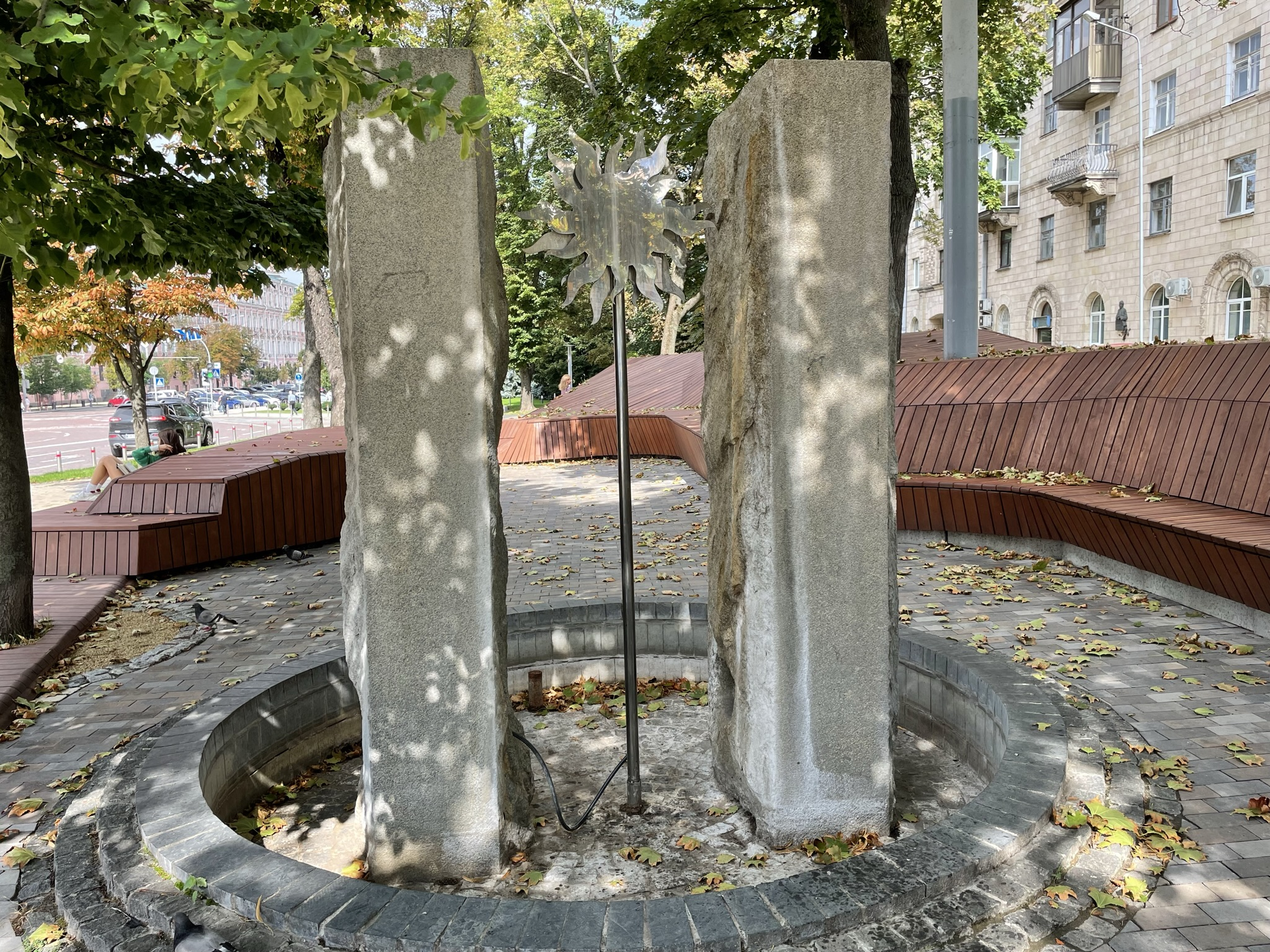
Фонтан після реконструкції

31 липня 2020 Комунальне об'єднання «Київзеленбуд» повідомило про початок капітального ремонту Литовського скверу.
Під час роботи над проектом було вирішено створити затишний простір для відпочинку, де можна насолодитися атмосферою міста. Тому центральним елементом мала стати дерев'яна лава-тераса з підсвічуванням. На її створення авторів проекту надихнули литовські дюни на узбережжі Балтійського моря та бурштин. У ході реконструкції планувалося облаштувати лавку-терасу з підсвічуванням, відремонтувати бруківку, відновити роботу існуючого фонтану, а також відремонтувати підпірні стінки скверу, влаштувати нові газони та висадити дерева, встановити огороджувальні стовпчики, аби автомобілі не заїжджали на пішохідну зону. Роботи планувалося завершити у вересні 2020 .
У травні 2021 року було відремонтовано фонтан, що знаходиться в центрі скверу. Тривалий час він не функціонував, частина елементів була відсутня, деякі пошкоджені.
23 серпня 2021 року міський голова Києва Віталій Кличко спільно з офіційними представниками Литовської Республіки відкрив сквер після капітального ремонту. Так, зокрема, у відкритті скверу взяли участь заступник голови Сейму Литовської Республіки Йонас Ярутіс, депутат Сейму Литовської Республіки Емануеліс Зінгеріс, міністр оборони Литовської Республіки Арвідас Анушаускас, Надзвичайний та Повноважний Посол Литовської Республіки в Україні Вальдемарс Сарапінас.